# Cereus fernambucensis
Cereus fernambucensis är en kaktusväxtart som beskrevs av Lem.. Cereus fernambucensis ingår i släktet Cereus och familjen kaktusväxter.

## Underarter
Arten delas in i följande underarter:
- C. f. fernambucensis
- C. f. sericifer

## Bildgalleri

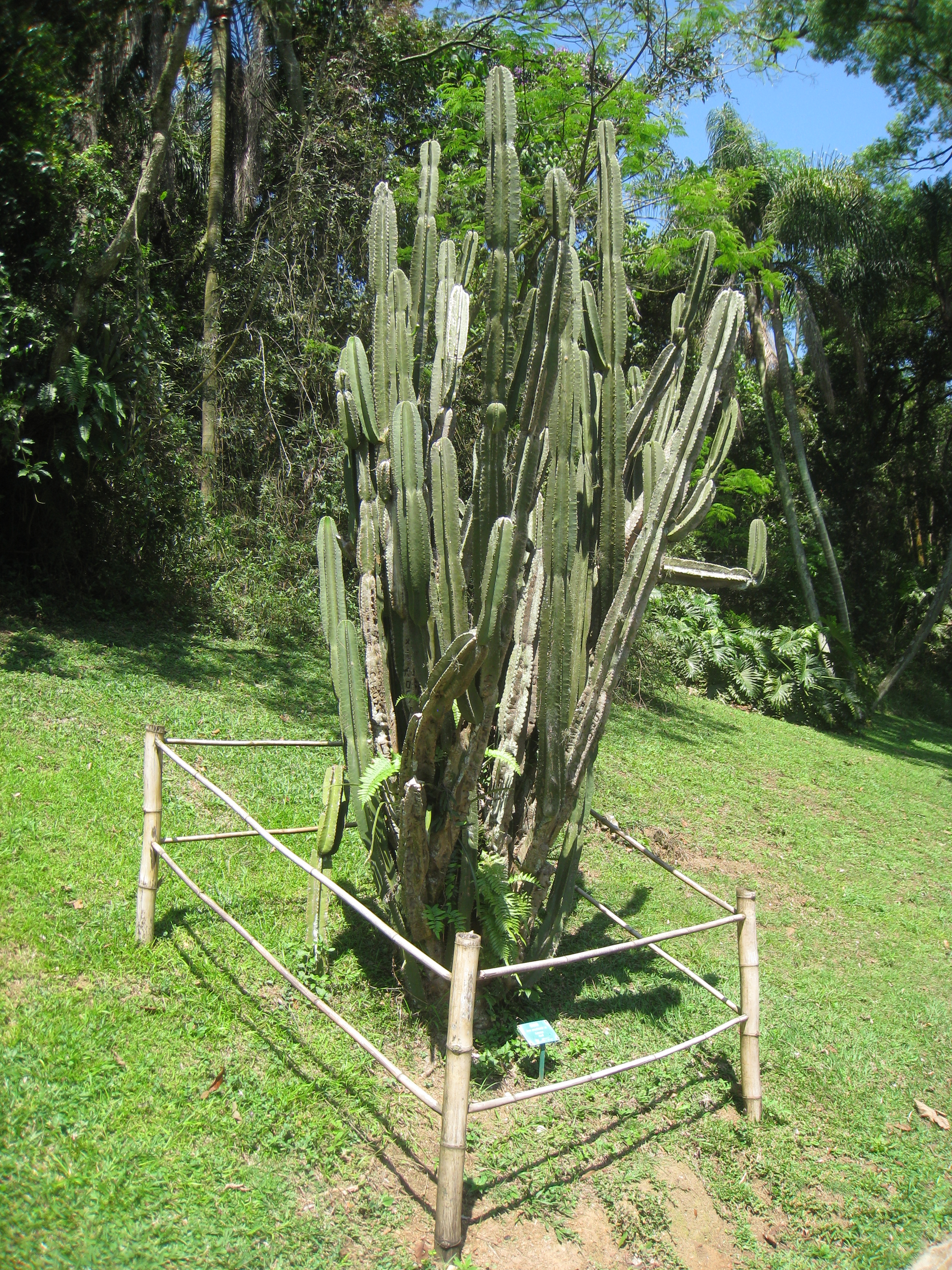
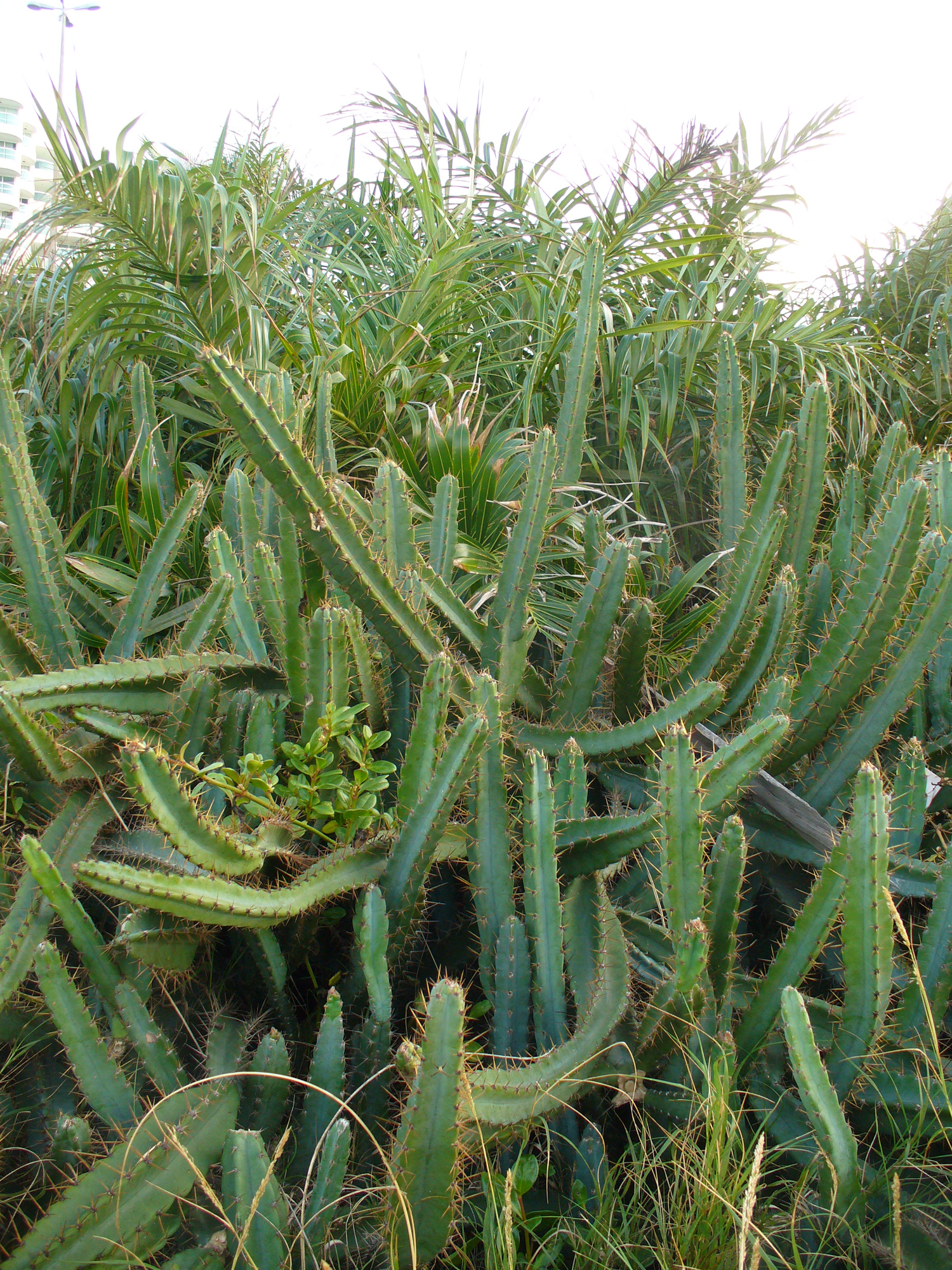